# Geneviève Rioux (écrivaine)
Pour les articles homonymes, voir Geneviève Rioux et Rioux.
Geneviève Rioux est une écrivaine québécoise. Survivante d'une tentative de meurtre et d'agression sexuelle, elle explore des thèmes tels que la résilience, la justice et le rapport à l'intime à travers ses œuvres littéraires. Elle est également porte-parole du Centre de services de justice réparatrice (CSJR) et conférencière.

## Biographie
Geneviève Rioux grandit à Rimouski, où elle développe très jeune une passion pour la poésie, influencée notamment par L’armoire des jours de Gilles Vigneault. Diplômée en psychologie, elle poursuit des recherches doctorales à Sherbrooke.
Dans la nuit du 7 au 8 avril 2018, Geneviève est victime d’une violente agression dans son logement à Sherbrooke. Cette expérience traumatisante, marquée par des blessures physiques et psychologiques, devient un moteur de son écriture et de son engagement public. Refusant de se laisser définir par cet événement, elle utilise l’écriture comme outil de résilience et de justice.

## Publications
Geneviève Rioux est l’auteure de plusieurs œuvres littéraires :
- Survivaces (2022), un recueil de poésie publié chez Mémoire d’encrier, aborde frontalement l’expérience de l’agression et la reconstruction qui s’ensuit.
- Une suite poétique intitulée Je n’ai pas dit mon dernier souffle / Dossier EG-2018-16378 (éditions Le Sabord, 2022), qui lui vaut le Prix d’excellence de la SODEP comme voix de la relève.
- Pièce manquante, une nouvelle incluse dans Après le bip (éditions La Bagnole, automne 2024).
- Nous cueillerons l’indice sur la chair, une suite poétique publiée dans le numéro 128 de la revue Le Sabord.
- Même pas morte (Stanké, 2024), son premier roman, raconte la résilience d’une survivante d’une tentative de meurtre et de viol. Bien que fictif, ce récit s’inspire de sa propre expérience[6].

## Engagement public
Geneviève Rioux est porte-parole pour le Centre de services de justice réparatrice (CSJR), une organisation qui offre des espaces de dialogue entre personnes touchées par des situations de violence. Elle donne également des conférences et anime des ateliers d’écriture destinés à un public varié,.

## Distinctions
- 2022 - Lauréate du Prix d’excellence de la SODEP pour la voix de la relève[9].